# 加藤孝義
加藤 孝義（かとう たかよし、1936年 - ）は、日本の心理学者、岩手大学・東北大学名誉教授。

## 略歴
宮城県玉造郡鳴子町（現・大崎市）に生まれる。大崎市立鳴子中学校、宮城県古川高等学校卒業、1967年東北大学大学院文学研究科博士課程（心理学専攻）中退。東北大学文学部助手、宮城県技術吏員、岩手大学教養部・人文社会科学部教授、同名誉教授、東北大学情報科学研究科教授、2000年定年退官、名誉教授、宮城学院女子大学教授、尚絅学院大学教授を務めた。1992年「認知の体制化に関する研究」で東北大学博士（文学）。
2015年11月瑞宝中綬章受章。

## 著書
- 『空間のエコロジー 空間の認知とイメージ』新曜社 1986
- 『空間感覚の心理学 左が好き?右が好き?』新曜社 1997
- 『パーソナリティ心理学 自分を知る・他者を知る』新曜社 2001
- 『環境認知の発達心理学 環境とこころのコミュニケーション』新曜社 2003

### 共編著
- 『人間の心理学』鬼沢貞・木原孝共編著 アカデミア出版会 1983

### 翻訳
- ロバート E.オーンスタイ『意識の心理 知性と直観の統合』北村晴朗共訳 産業能率短期大学出版部 1976
- R.M.ナイデファー, R.C.シャープ『集中力 テストとトレーニング』システムパブリカ 1995
- ラルフ・L.ロスノウ,ミミ・ロスノウ『心理学論文・書き方マニュアル』和田裕一共訳 新曜社 2008

## 論文
- <加藤孝義